# Katrin Hoffmann (Medizinerin)
Katrin Hoffmann (* 2. Januar 1980 in Leipzig) ist eine deutsche Chirurgin und Krankenhausmanagerin.

## Biografie
Hoffmann erwarb 1998 die Allgemeine Hochschulreife und studierte von 1998 bis 2004 Medizin an der Universität Leipzig und der Universität Oxford. Nach ihrer Promotion in Leipzig absolvierte sie ihre Facharztausbildung in der Klinik für Allgemein-, Viszeral- und Transplantationschirurgie des Universitätsklinikums Heidelberg. Sie habilitierte sich 2012 für das Gebiet Chirurgie an der Medizinischen Fakultät der Ruprecht-Karls-Universität Heidelberg und wurde 2015 zur Außerplanmäßigen Professorin ernannt. Im gleichen Jahr wurde sie Oberärztin und 2018 erste Oberärztin sowie Mitglied des Klinikleitungsgremiums der Klinik für Allgemein-, Viszeral- und Transplantationschirurgie des Universitätsklinikums Heidelberg. 2018–2023 war sie Mitglied der Ethikkommission, der Medizinischen Fakultät Ruprecht-Karls-Universität Heidelberg, Deutschland.
Hoffmann befasste sich wissenschaftlich mit Fragen zur Leberregeneration, Hepatocarcinogenese sowie Chemosensitivität von hochresistenten hepato-pankreatiko-biliären Tumoren und war Leiterin des Liver Surgery Research Labors in Heidelberg. Die Ergebnisse ihrer wissenschaftlichen Tätigkeiten fanden Eingang in über 110 Veröffentlichungen. 2022–2023 war sie Co-Vorsitzende der AG Leber, Galle, Pankreas der Deutschen Gesellschaft für Allgemein- und Viszeralchirurgie. Zudem war sie Teil einer interdisziplinären Initiative zur Generierung von Evidenz bei seltenen Lebererkrankungen.
2020 erlangte Hoffmann den Master of Business Administration in Healthcare Management an der Hochschule Wismar, Deutschland. Während ihrer Tätigkeit als Expertin Medical Strategy und Corporate Development beim Leitenden Ärztlichen Direktor und CEO des Universitätsklinikums Heidelberg begleitete sie als Projektleiterin Merger & Acquisitions des medizinischen Bereichs die Vorbereitung der Fusion des Universitätsklinikums Heidelberg mit dem Universitätsklinikum Mannheim und hatte ihren Tätigkeitsschwerpunkt in den Bereichen strategische Unternehmensentwicklung und Innovation.
Seit August 2023 ist Hoffmann Chief Medical Officer (Ärztliche Direktorin) und Mitglied der Geschäftsleitung des Luzerner Kantonsspitals. Mit Beginn ihrer Tätigkeit in Luzern treibt Hoffmann die digitale Transformation der LUKS Gruppe voran und engagiert sich in den Bereichen Value-based-Healthcare, integrierte Versorgung und Precision Medicine. Sie ist Präsidentin der Forschungskommission der Luzerner Kantonsspital Gruppe und Stiftungsrätin der Stiftung für klinische Forschung des Luzerner Kantonsspitals.

## Auszeichnungen
- 2006: Poster-Award European Liver and Intestine Transplant Association
- 2007: Travel-Scholarship Canadian Transplantation Society
- 2008: Oral Presentation Award International Hepato-Pancreatico-Biliary-Association
- 2008–2009: Young Investigator Award Research Fellowship Medizinische Fakultät Ruprecht-Karls-Universität Heidelberg
- 2009: Travel-Scholarship Manfred-Lautenschläger-Stiftung
- 2011–2012: Olympia-Morata-Scholarship für Wissenschaft
- 2013: Ludwig-Rehn-Award Vereinigung Mittelrheinischer Chirurgen[7]
- 2014: Young Investigator Award International Liver Cancer Association[8]

## Ausgewählte Publikationen
- Evaluation disseminierter Pankreaszellen durch qualitative und quantitative Analyse von Cytokeratin-19-mRNA in Blut, Knochenmark und Peritoneallavage von Patienten mit duktalem Adenokarzinom des Pankreas oder chronischer Pankreatitis. 2006 (Zugleich: Dissertation, Universität Leipzig, 2006).
- mit Tom Ganten, Daniel Gotthardt et al.: Impact of neo-adjuvant Sorafenib treatment on liver transplantation in HCC patients - a prospective, randomized, double-blind, phase III trial. In: BMC Cancer. Band 15, Nr. 392. Universitätsbibliothek Heidelberg, 2015, ISSN 1471-2407, S. 1–11, doi:10.1186/s12885-015-1373-z, urn:nbn:de:bsz:16-heidok-194296 (englisch, uni-heidelberg.de).
- mit Zhi Xiao, Clemens Franz: Involvement of the epidermal growth factor receptor in the modulation of multidrug resistance in human hepatocellular carcinoma cells in vitro. In: Cancer cell international. Band 11, Nr. 1. SpringerLink, 17. November 2011, S. 1–9, doi:10.1186/1475-2867-11-40, urn:nbn:de:1111-2016073017860 (englisch).
- mit Tom Ganten, Daniel Gotthardt et al.: Impact of neo-adjuvant Sorafenib treatment on liver transplantation in HCC patients - a prospective, randomized, double-blind, phase III trial. In: BMC cancer. 15, 11. Mai 2015, Nr. 1. SpringerLink, Dezember 2015, doi:10.1186/s12885-015-1373-z, urn:nbn:de:1111-2016110622459 (englisch).
- Mit P. Schemmer: Leber, Gallenblase und Gallenwege. In: Franck Billmann, Tobias Keck (Hrsg.): Facharztwissen Viszeral- und Allgemeinchirurgie. Springer, Berlin 2021. S. 177–198. ISBN 978-3-662-48308-4